# Starynia (województwo pomorskie)
Starynia – (dawniej Altenowo, niem. Altenau) wieś w Polsce położona w województwie pomorskim, w powiecie malborskim, w gminie Lichnowy na obszarze Wielkich Żuław Malborskich.
W latach 1975–1998 miejscowość położona była w województwie elbląskim.

## Zabytki
Według rejestru zabytków NID na listę zabytków wpisana jest zagroda nr 11, nr rej.: A-1355 z 27.09.1991: dom, stodoła i obora.